# Półświęta
Półświęta (hebr. חול המועד – chol ha-moed = powszednie dni czasu świątecznego; jid. chalemojed ew. chojl hamojed) – w judaizmie środkowe dni w obrębie kilkudniowych świąt Pesach (hebr. Chol ha-Moed Pesach) i Sukkot (hebr. Chol ha-Moed Sukot). Dni pierwsze i ostatnie obchodzone są bardzo uroczyście (w diasporze dwa pierwsze i dwa ostatnie dni). W dni środkowe odczytywane są dodatkowe fragmenty Tory oraz wznosi się szczególne modlitwy. Odmawia się cały Hallel oraz musaf. W dni półświąteczne Pesach wyznawców obowiązuje zakaz spożywania chamecu, we wszystkie półświęta nie wolno sprawować obrzędów żałobnych i zawierać małżeństw (chodzi o to, by nie umniejszać wydźwięku święta), lecz pogrzeby i prace, których zaniechanie mogłoby spowodować szkody, są dozwolone. Zasady religijne dotyczące półświąt reguluje traktat Moed katan Talmudu. Świąteczny charakter „półświąt” wyznawcy podkreślają odpowiednim strojem. Ponadto Żydzi aszkenazyjscy zakładają w te dni tefilin.
Dni półświąteczne, w których przypada szabat, są traktowane jako Szabat Chol ha-Moed (hebr. Szabat Półświąteczny). Obowiązuje wówczas lektura innych, specjalnie dobranych pijjutim, wybranych fragmentów Tory, Pieśni nad Pieśniami (w Pesach) lub Księgi Koheleta (w Sukkot).